# Замосць

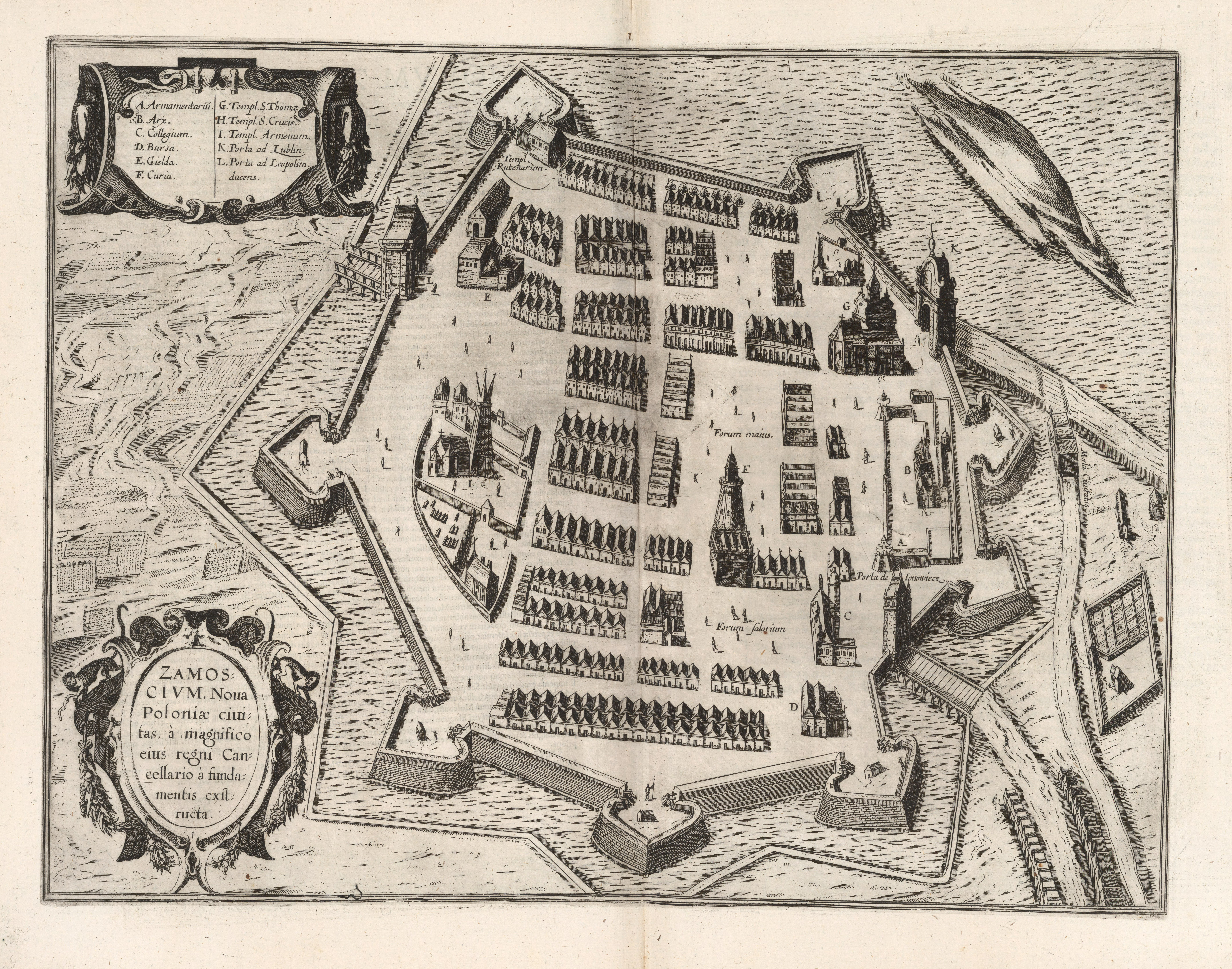
План города Замосць, 1618 г.

Замо́стье (пол. Zamość, старая транскрипция За́мосьц, укр. Замостя, старые русифицированные формы названия: Замость, Замостье, Замосцье, Замосьце, Замосьць) — город в Люблинском воеводстве Польши, около 240 км юго-восточнее Варшавы и 110 км северо-западнее Львова.
С 1992 года ренессансный центр города относится ко Всемирному наследию ЮНЕСКО.

## История
Город основал в 1580 году в эпоху Речи Посполитой великий коронный канцлер и великий гетман Ян Замойский, правая рука короля Стефана Батория, в качестве центра своей наследственной латифундии, или ординации. Замосць стал одним из первых спланированных городом в Польше наряду с городом Жолква. Строился начиная с 1579 года согласно проекту итальянского архитектора Бернардо Морандо, придавшего городу стиль итальянской эпохи Возрождения. За это город получил прозвище «Северная Падуя» и стал сильно укрепленным городом Русского воеводства, Холмской земли. Укрепления города строились между 1579 и 1618 годами.
В 1594 году Ян Замойский открыл в городе Академию по образцу итальянских университетов, однако в 1774 году академия была обращена австрийским правительством в лицей.
В 1648 году Богдан Хмельницкий с казаками и татарами безуспешно осаждал Замостье, обороняемое воеводою Людвигом Вейгером. В 1656 году крепость эта снова выдержала осаду со стороны войск шведского короля Карла X; в 1705 году Иван Мазепа с 35 тыс. казаков и русских подступил к Замостью, но только после пятинедельных переговоров был впущен в город.
В 1772 году по первому разделу Польши перешло к Австрии. В 1809 году Юзеф Понятовский взял Замостье штурмом. Наполеоном в 1809 году присоединено к герцогству Варшавскому. В 1813 году крепость в продолжение почти года выдерживала осаду русских войск генерала Семёна Радта, после чего гарнизон (3000-4000 поляков) под начальством M. Гауке согласился на капитуляцию. До 1820 года Замостье состояло в майоратном владении польского рода Замойских, положивших и основание ему.

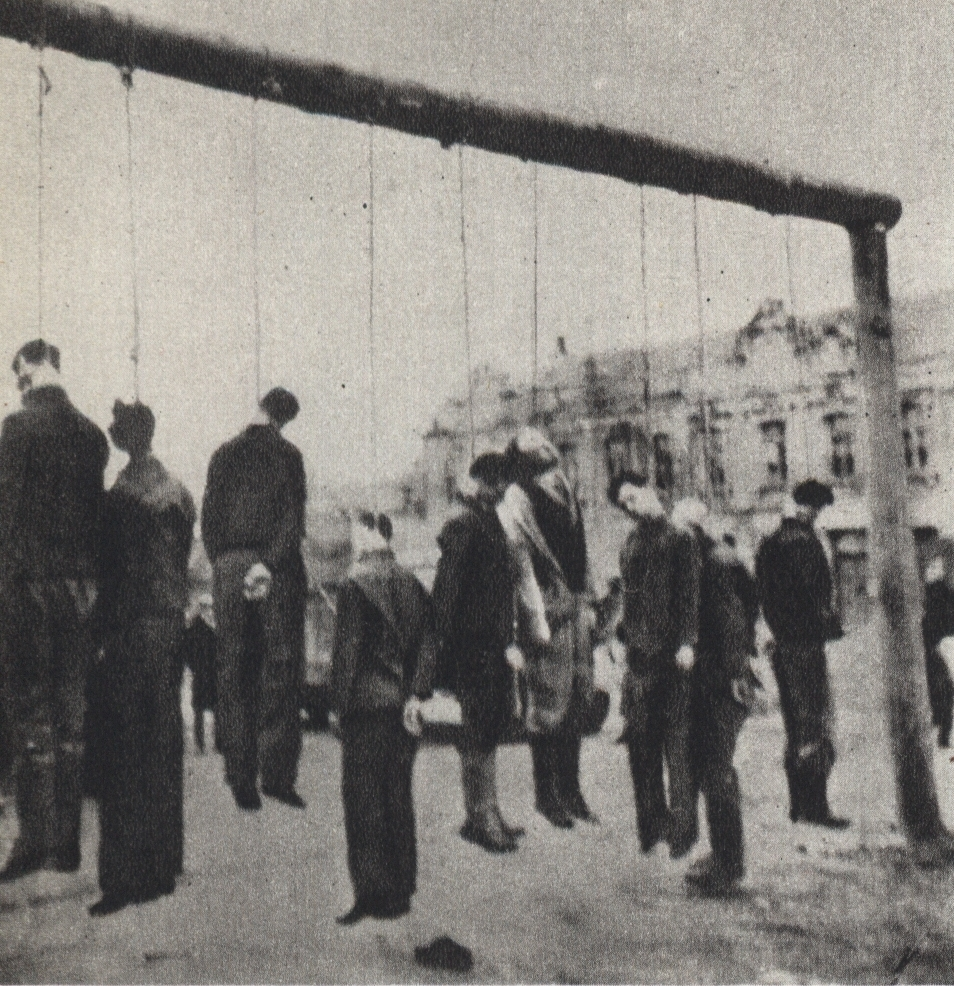
Зверства фашистов во время ВМВ

В Российской империи Замостье с 1818 принадлежало к важнейшим крепостям Царства Польского, затем стало уездным городом Люблинской губернии. Подземелья крепости использовались для содержания политических заключенных. Комендант крепости Ю. Хуртиг стал широко известен в Польше своими садистскими методами обращения с ними. Во время польского восстания 1830—1831 гг. Замостье было опорным пунктом для отряда Дверницкого и осталось последней точкой сопротивления.
В 1866 году крепость была упразднена как устаревшая по приказу царя Александра II.
В 1871 году в Замостье родилась Роза Люксембург.
С 1912 года в составе Холмской губернии как административный центр Замостского уезда.
На 1913 год: 12400 жителей, больница, библиотека, 2 средних и 3 низших учебных заведения, 4 крестьянских училища, годовой бюджет 17 тысяч рублей. Производство гнутой мебели. В уезде функционировали конные заводы графа Замойского.

### Боевые действия в XX веке
29-31 августа 1920 года в Замостье столкнулись в битве Войско Польское и 1-я Конная армия Будённого. Оборона Замостья — один из эпизодов советско-польской войны, которая закончилось победой польских сил. Гарнизон города состоял из нескольких частей под командованием капитана Миколая Болтуча. Среди них были остатки украинской 6-й пехотной дивизии под командованием полковника Марко Безручко, один полк и два батальона польской пехоты, три бронепоезда и ряд более мелких подразделений, всего около 3200 штыков, 200 сабель. Оборона Замостья стала первым этапом сражения под Комаровым, в результате которого армия Будённого вынуждена была отступить в сторону Владимира-Волынского.
Во время Второй мировой войны и немецкой оккупации в городе проводились многочисленные выселения и уничтожение населения (особенно еврейского, составлявшего в предвоенные годы до половины жителей города) с целью последующей «германизации» Замостья; предполагалось его дальнейшее переименование в Гиммлерштадт.
В 1975—1998 гг. город был центром Замойского воеводства.

## Зоопарк
Зоопарк в  Замостье — один из старейших в Польше. Он был основан в 1918 году на базе охотничьего заказника, история которого ведёт отсчёт с 1593 года. Это единственный зоопарк в Люблинском воеводстве. Он находится на территории города, занимая территорию площадью 13,8 гектара. В зоопарке содержатся около полутора тысяч животных более чем 230 видов.

## Известные уроженцы и жители
- Алёшин, Борис Владимирович — советский учёный, врач-гистолог, эндокринолог.
- Бурский, Адам — польский философ эпохи Возрождения.
- Владимирский, Алексей Викторович — советский военачальник, генерал-лейтенант.
- Грехута, Марек — польский певец и композитор.
- Иванов, Андрей Алексеевич — советский оперный певец.
- Кукольник, Павел Васильевич — русский историк, поэт, драматург.
- Лехаци, Симеон — армянский писатель.
- Люксембург, Роза — философ, экономист и публицист.
- Медведь, Роман Иванович — священник Русской Православной Церкви.
- Перец, Ицхок Лейбуш — еврейский писатель.
- Цедербаум, Александр Осипович — российский публицист, основатель и редактор первых в России газет на древнееврейском языке и идише.
- Рейхан, Юзеф — польский художник.

## Города-побратимы
- Бардеёв, Словакия
- Лафборо, Великобритания
- Луцк, Украина
- Швебиш-Халль, Германия
- Сигишоара, Румыния
- Веймар, Германия
- Жолква, Украина